# フォーリング スカイズ
『フォーリング スカイズ』（Falling Skies）は、ロバート・ロダット企画、スティーヴン・スピルバーグ製作総指揮によるアメリカ合衆国のSFテレビドラマシリーズである。物語はエイリアンの地球侵略から6か月後より始まり、ノア・ワイリー演じる主人公のトム・メイソンがマサチューセッツ市民軍第2連隊の仲間と共にレジスタンス活動を行う。
アメリカ合衆国ではケーブル・チャンネルのTNTで放送され、ドリームワークス・テレビジョンが製作した。2011年6月19日にシリーズ初回が放送された。2015年の第5シーズンをもってシリーズは完結し、累計52話が放送された。
日本ではスター・チャンネルおよびスーパー!ドラマTVで放送されている。

## 物語
突如として地球に現れたエイリアンにより、世界各国の軍隊は壊滅に追いやられ、人類の90%が死滅した。生き残った人物は6つ足のエイリアン「スキッター」と機械兵「メックス」の脅威に晒され、さらに捕らえられた8歳から18歳までの子供は「ハーネス」を取り付けられてエイリアンに服従させられた。物語は侵略から6か月経ったところから始まる。元ボストン大学の歴史学者のトム・メイソンはマサチューセッツ市民軍第2連隊の副隊長に任命され、ダン・ウィーヴァー隊長らと共にグループを率いてレジスタンス活動を続けつつ、エイリアンに捕らわれた次男のベンを探す。

## キャストとキャラクター
| トム・メイソン     | ノア・ワイリー 平田広明            | メイン | メイン       | メイン       | メイン | メイン |
| アン・グラス       | ムーン・ブラッドグッド 本田貴子    | メイン | メイン       | メイン       | メイン | メイン |
| ハル・メイソン     | ドリュー・ロイ 武藤正史            | メイン | メイン       | メイン       | メイン | メイン |
| ベン・メイソン     | コナー・ジェサップ 成家義哉        | メイン | メイン       | メイン       | メイン | メイン |
| ジョン・ポープ     | コリン・カニンガム 檀臣幸→桐本琢也 | メイン | メイン       | メイン       | メイン | メイン |
| マット・メイソン   | マキシム・ナイト 小林由美子→村瀬歩 | メイン | メイン       | メイン       | メイン | メイン |
| マギー             | サラ・カーター 行成とあ            | メイン | メイン       | メイン       | メイン | メイン |
| アンソニー         | エムポー・クワホー 新田英人        | メイン | メイン       | メイン       | メイン | メイン |
| ルーデス           | セイチェル・ガブリエル うえだ星子  | メイン | メイン       | メイン       | メイン |        |
| ダン・ウィーヴァー | ウィル・パットン 谷口節→金尾哲夫   | メイン | メイン       | メイン       | メイン | メイン |
| コチース           | ダグ・ジョーンズ 松田健一郎        |        |              | メイン       | メイン | メイン |
| アレクシス         | スカーレット・バーン 村中知        |        |              |              | メイン | ゲスト |
| カレン・ナドラー   | ジェシー・シュラム 佐藤美由希      | メイン | リカーリング | リカーリング | ゲスト |        |
| ダイ               | ピーター・シンコダ 阪口周平        | メイン | メイン       | ゲスト       |        |        |

### リカーリングキャスト
- ジム・ポーター大佐/将軍（第1-3シーズン） - デイル・ダイ / 西村知道
- デニ（第3シーズン以降） - ミーガン・ダンソ
- スコット叔父さん（第1シーズン） - ブルース・グレイ（英語版）
- マイク・トンプソン（第1シーズン） - マーティン・ローチ（英語版）
- ケイト・ゴードン（第1シーズン） - リン・デラゴン
- サラ（第1シーズン） - メリッサ・クライマー
- マイケル・ハリス医師（第1シーズン） - スティーヴン・ウェバー / 木下浩之
- ジミー・ボランド（第1-2シーズン） - ディラン・オーサーズ / 丸山ゆう
- リック・トンプソン（第1-2シーズン） - ダニヤ・イスラエル / 小島敬介
- テクター・マーフィー（第2-4シーズン） - ライアン・ロビンズ（英語版）
- クレイジー・リー（第2-3シーズン） - ルシアナ・キャロ（英語版）
- ライル（第2-4シーズン） - ブラッド・ケリー
- ブーン（第2シーズン） - ビリー・ウィックマン
- アーサー・マンチェスター（第2-3シーズン） - テリー・オクィン / 佐々木梅治
- ブレスラー将軍（第2-3シーズン） - マット・フリューワー / 仲野裕
- ジーン・ウィーヴァー（第2-4シーズン） - レイシー・J・メイリー / 須沢朝美
- ジャミル・デクスター （第2シーズン） - ブランドン・ジェイ・マクラレン
- マリナ・ペラルタ（第3シーズン以降） - グロリア・ルーベン
- ロジャー・カダル（第3-4シーズン） - ロバート・ショーン・レナード

## 製作

### 構想
企画は2009年にTNTがタイトル未定のエイリアンの侵略もののパイロット版の発注を発表したときに正式に始まった。企画はスティーヴン・スピルバーグ監督の『プライベート・ライアン』の脚本を執筆したロバート・ロダットである。ロダットはスピルバーグと共同で考案したアイディアを基にパイロット・エピソードの脚本が書かれた。『フォーリング スカイズ』は元々、レキシントン・コンコードの戦いとトム・マンソンの元歴史学教授という職業にちなんで『Concord』と呼ばれていた。『フォーリング スカイズ』というタイトルはスピルバーグが考案した。彼は「私はこれは76年の精神で21世紀のスピンを持つ非常に興味深いポスト・アポカリスティック・ストーリーだと感じた。私はこの憂鬱な一日から『フォーリング スカイズ』とかいう名称を思いつき、そしてそれは基本的にこの侵略の後惑星に起こることである。このシリーズのユニークなところは侵略が成功した後に物語が始まることだ」と述べた。スピルバーグをプロジェクトに引きつけた要素は、サバイバルの物語であった。彼はさらに「私は常に我々がどのようにして生き残るか、そして我々がアメリカ人としてどれくらい臨機応変か興味を持っていた。生存者はどのようにして子供を養うのか? どのようしてに彼らは防衛のために軍事に貢献して、失ったものを取り戻すのだろうか?」と付け加えた。スピルバーグの作品の『ザ・パシフィック』や『E.T.』ど同様に、『フォーリング スカイズ』は家族やブラザーフッドがテーマとなっている。彼はこれに関して「私が信じるものがあるので、多くを思い起こさせるテーマだ。それは私が最も近い経験をしたものだ。それらはあなたも知っているように、7人の子供と3姉妹が居て...私は奇怪な物語に観客が入ってくるための試金石として、常に家族に戻って来る傾向がある」と述べた。
ロダットはパイロット版の脚本を執筆している際に、エイリアンの侵略を5ページのモンタージュとして書いたが、結局彼はそれは既に行われたことがあるという理由から削除することにした。彼は「私はそいくつかの草稿を書いて、見て、そして『これは前に見たことがある。これに感情は無い。それは、モンタージュの一つのように感じる』と言った」と述べた。ロダットはシリーズの子供たちがエイリアンによって飼われるというアイデアを考案した。 「我々が初期段階の作業をしている際、子供たちが何らかの理由で捕らえられて変化するか変化させられて、彼らが驚異となり、大人たちを殺すというアイデアは（スピルバーグを）興奮させた。ハーネスはその理論的な伸長であった。それから我々が調査するものはハーネスをすることが番組の進行上で子供に何をするかということだが、徐々にそれ自体を明らかにしなければならなくなるものだ」と彼は述べた。スピルバーグは子供が操られるというアイデアを以前に映画『インディ・ジョーンズ/魔宮の伝説』（1984年）でも採用していた。
シリーズ主演のノア・ワイリーは「いつも彼はプロジェクトに塗油を与え、それは経歴をステップアップさせる」と述べ、スピルバーグの存在感を強調した。ジョン・ポープを演じるコリン・カニンガムは「あなたは『これはテレビ番組ではない、これは我々がやっている他の何かだ』と見なし、考えるようになる」と叫び、パイロット版にスピルバーグがかなり関与していると述べた。彼は「その範囲は、大規模だ。あなたはいつもスピルバーグという単語を聞くと、くだらない物にはなならないと知っているし、それが質もあり、その背景にいくらかの資金があることもわかっている」と述べた。第1シーズンでショーランナーを務めたマーク・ヴァーヘイデンは「あなたが行おうとしているものを支持して、素晴らしいスタッフを集めるのを助けてバックアップする世界一流の映画製作者がいることを知ることはすごいことだ」と述べた。

### キャスティング

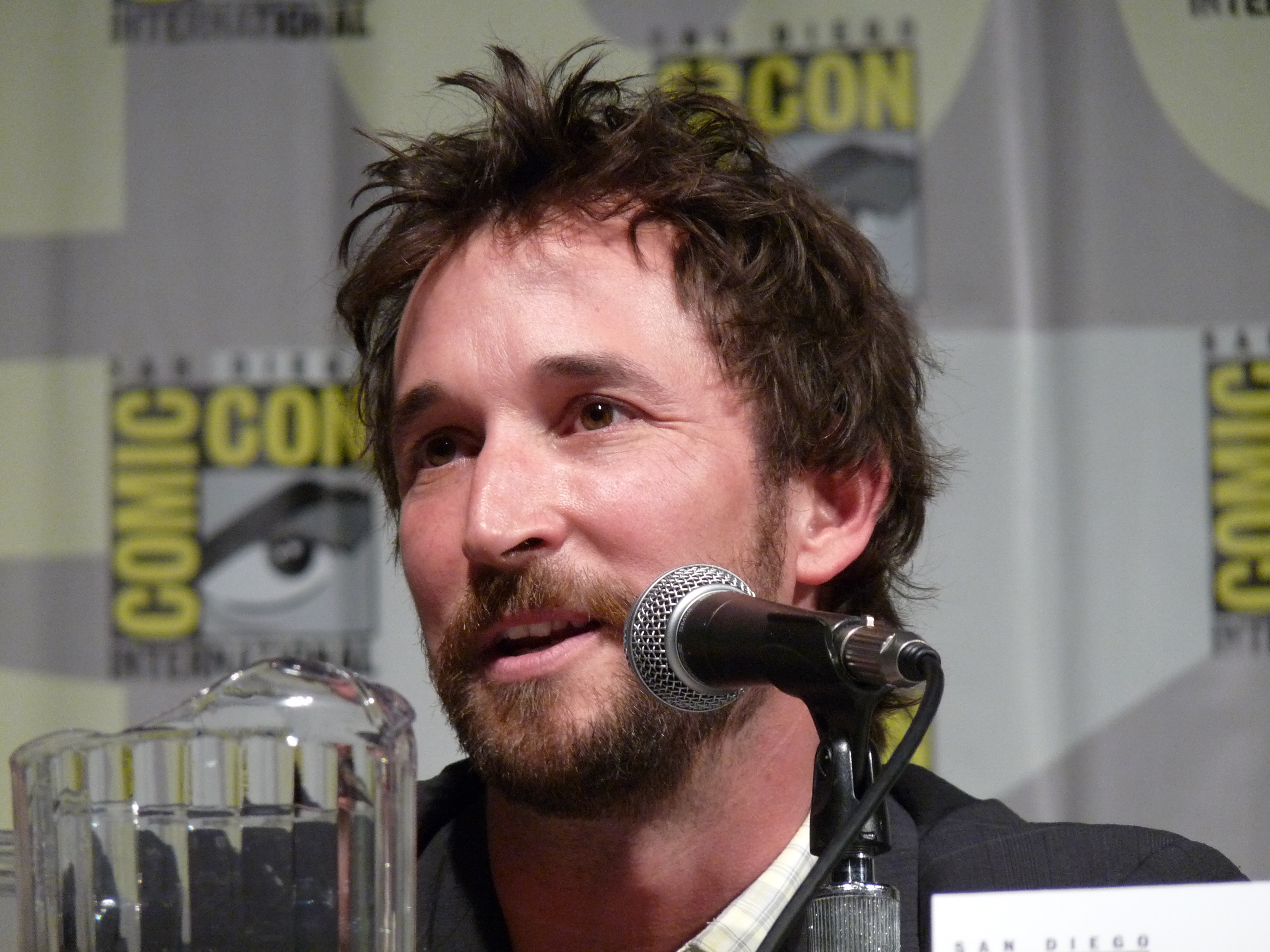
2010年のコミコン・インターナショナルでのプロモーション中のワイリー。

2009年6月、ノア・ワイリーがシリーズの主演を務めることが発表された。ワイリーは以前にもテレビ映画『ライブラリアン』でTNTと働いており、その後も同テレビ局の様々な番組の脚本が送られていた。ワイリーは本作を選んだ理由について「自分の子供たちに父親が“ヒーロー”を演じる姿を見せたい」と述べた。彼はまた、自身とキャラクターが関連する可能性があるために出演を決め、「私はトムの息子への献身に共感し、また彼の社会的義務の感覚を賞賛する」と述べた。スピルバーグは以前に彼の会社が製作したシリーズ『ER緊急救命室』にワイリーが出演していたためにオファーした。彼は1998年の『プライベート・ライアン』でもワイリーの出演を希望していたが、スケジュールの都合により実現しなかった。
2009年7月、ムーン・ブラッドグッドがアン・グラス役、ジェシー・シュラムがカレン・ナドラー役、セイチェル・ガブリエルがローデス役、マキシム・ナイトがマット・メイソン役にキャスティングされた。女主人公役のブラッドグッドはオーディションを受けず、脚本を手渡しされて役をオファーされた。ブラッドグッドはスピルバーグとロダットの関与により選ばれた。彼女は「私は再びSF作品をやることには少し慎重だった。だがそれは一層ドラマストーリーで、一層ファミリーストーリーだった。私はそれが好きで、そしてスピルバーグと働きたかった」と述べた。ブラッドグッドはまた医者を演じることについて「私は医者を演じ、これまでにやったことから逸脱するというアイデアが好きだった」と述べた。2009年8月、ドリュー・ロイがハル・メイソン役、ピーター・シンコダがダイ役にキャスティングされた。ドリュー・ロイのエージェントは脚本を受け取り、2人は役を獲得できるかもしれないとジョークを言った。彼は「これは単に他の全てと同様、エージェントを介して僕のところに来た。僕らはそれがスティーヴン・スピルバーグのプロジェクトだったという事実についてジョークを言った。僕らは『そうそう、僕にもチャンスがあるかもね』という感じで、ジョークにしていた」と述べた。

### 撮影
パイロット版は2009年にオンタリオ州オシャワで撮影され、第1シーズンの残りのエピソードは翌年の7月から11月に ハミルトン とトロントで撮られた。
2011年10月24日、TNTは第2シーズンの製作が始まっていることを発表した。撮影はバンクーバーとコキットラムリバービュー病院で2011年10月から2012年3月まで行われた。
第3シーズンの主要撮影は2012年8月22日より始まった。

### スタッフ
ロダットとスピルバーグはプロジェクトのエグゼクティブ・プロデューサーを務める。グレアム・ヨスト、ジャスティン・ファルヴェイ、ダリル・フランクもまたエグゼクティブ・プロデューサーである。ヨストは以前にHBOのミニシリーズ『ザ・パシフィック』でもスピルバーグと働いていた。マーク・ヴァーヘイデンは共同エグゼクティブ・プロデューサーとショーランナーを務める。ヴァーヘイデンは『GALACTICA/ギャラクティカ』でプロデューサーと脚本家を務めていた。グレッグ・ビーマンもまた共同エグゼクティブ・プロデューサーを務める。以前に『LOST』で働いていたメリンダ・スー・テイラーはスーパーバイジング・プロデューサーを務める。ジョン・ライアンはセット・プロデューサーである。第1シーズンの放送開始前の2011年5月、レミ・オーブションは第2シーズンのショーランナーとして雇われた。ノア・ワイリーは第2シーズンからプロデューサーとなった。

## 宣伝

### オンラインプロモーション
第1シーズンの放送に合わせてキャラクター・ビデオがオンラインで公開された。2011年6月14日、プロモーション・キャンペーンの一環として、TNTのロゴと『Falling Skies Technical』が入った車がソーシャルゲーム『Mafia Wars』の景品として公開された。

### コミック
2010年9月、ドリームワークス・テレビジョンとTNTとパートナーシップ契約を結んだダークホースコミックスは全4号のオンライン・デジタル・コミックの製作を発表した。ポール・トビン脚本、ホアン・フェレーラ作画によるこのコミックは、エイリアン侵略後から第1シーズン開始時点までの間の出来事が描かれる。2011年6月に全号収録のトレードペーパーバック『Falling Skies Volume 1』が発売された。2011年6月15日、ダークホース側は予想以上の受注があり、完売したことを発表した。
2012年4月、ダークホースは全8号の2つめのシリーズ『Falling Skies: The Battle of Fitchburg』を開始した。トビンとフェレーラは引き続き脚本と作画を担当する。

## 放送
アメリカ合衆国では2011年6月19日よりケーブルテレビチャンネルのTNTで初回が放送された。2011年夏より世界75ヵ国で放送が始まった。日本では2016年12月現在、スター・チャンネルで最終シーズン5まで、スーパー!ドラマTVではシーズン3までが放送されている。
- アルゼンチン — TNT
- オーストラリア — FOX8
- ブラジル — TNT
- カナダ — スーパー・チャンネル（英語版）とZtélé（フランス語）
- チリ — TNT
- ドミニカ共和国 — TNT
- エクアドル — TNT
- フランス — オレンジ・シネマ・シリーズO（英語版）
- ドイツ — TNTセリエ（英語版）
- ギリシャ — FX（英語版）
- アイルランド - FX（英語版）
- メキシコ — TNT
- パラグアイ — TNT
- スペイン — TNTエスパーニャ
- イギリス — FX（英語版）
- ウルグアイ — TNT
- ベネズエラ — TNT

## 評価

### 受賞とノミネート
| 年   | 賞                             | 部門                                  | ノミネート                           | 結果       |
| ---- | ------------------------------ | ------------------------------------- | ------------------------------------ | ---------- |
| 2011 | 第1回テレビ批評家協会賞        | エキサイティング新シリーズ賞          | 『フォーリング スカイズ』            | 受賞       |
| 2012 | 第10回視覚効果協会賞           | 放送シリーズ視覚効果賞                | 『フォーリング スカイズ』            | ノミネート |
| 2012 | 第10回視覚効果協会賞           | 放送番組・コマーシャルモデル賞        | 『フォーリング スカイズ』            | ノミネート |
| 2012 | 第38回サターン賞               | テレビ作品賞（10話以下）              | 『フォーリング スカイズ』            | ノミネート |
| 2012 | 第38回サターン賞               | テレビ主演男優賞                      | ノア・ワイリー                       | ノミネート |
| 2012 | 第64回プライムタイム・エミー賞 | 特殊視覚効果賞                        | 『フォーリング スカイズ』            | ノミネート |
| 2012 | 第33回ヤング・アーティスト賞   | テレビシリーズ助演男優賞              | マキシム・ナイト                     | 受賞       |
| 2013 | 第34回ヤング・アーティスト賞   | テレビシリーズ助演男優賞              | マキシム・ナイト                     | ノミネート |
| 2013 | 第34回ヤング・アーティスト賞   | テレビシリーズゲスト女優賞（14-16歳） | レイン・マクニール                   | ノミネート |
| 2013 | 第34回ヤング・アーティスト賞   | テレビシリーズゲスト女優賞（11-13歳） | オリヴィア・スティール・ファルコナー | ノミネート |